# Петра Морсбах
Петра Морсбах (нім. Petra Morsbach; нар. 1 червня 1956) — німецька письменниця.

## Життя та кар'єра
Морсбах народилася в Цюриху, але виросла у Німеччині. Навчалася в Мюнхенському університеті та Ленінградській театральній академії.
Перший роман Морсбах  «І раптом вже вечір» (нім. Plötzlich ist es Abend) вийшов 1995 року та розповідає про життя російської жінки, чию сім'ю переслідував Йосип Сталін.
«Оперний роман» (нім. Opernroman), її другий роман, вийшов 1998 року та оснований на десятирічному досвіді роботи Морсбах у театрі. Події розгортаються у вигаданому містечку Нойштадт-на-Рейні й зосереджені навколо місцевої оперної трупи упродовж одного сезону.
Роман «Слуга Божий» (нім. Gottesdiener) вийшов 2004 року і розповідає про життя літнього католицького священника.
Вона здобула премію Жан-Поль-Прей за книжку 2013 року «Кохання поета» (нім. Dichterliebe), яка розповідає про поета, що переживає екзистенційну кризу.
Роман «Палац правосуддя» (нім. Justizpalast) вийшов 2017 року та отримав літературну премію імені Вільгельма Раабе. Цей роман — біографія вигаданої судді, на ім'я Тірза Цорнігер. Морсбах витратила 9 років на дослідження системи правосуддя для цієї книжки.

### Дисертація
- Isaak Babel' auf der sowjetischen Buehne (нім.). Peter Lang International Academic Publishers. 1983. ISBN 978-3-87690-258-6. OCLC 1125725247.

## Переклади українською
2018 року у «Видавництві 21» вийшов український переклад роману «І раптом вже вечір», перекладачка — Людмила Нор.